# Phaea sherylae
Phaea sherylae là một loài bọ cánh cứng trong họ Cerambycidae.